# Scandalo (film 1950)
Scandalo (醜聞?, Sukyandaru) è un film del 1950, diretto da Akira Kurosawa.

## Trama
Il pittore Aoye e l'attrice Miyako Saijo si incontrano per caso durante una vacanza in montagna; il loro fortuito incontro viene fotografato da due paparazzi e pubblicato da una rivista scandalistica, gestita da un losco e disonesto individuo. Aoye decide di denunciare il giornale e si mette nelle mani di Hiruta, un avvocato alcolizzato e di dubbia fama, pronto a tutto per procurarsi il denaro per curare la figlia malata.

## Commento
Kurosawa ancora una volta riesce ad esprimere magnificamente la realtà giapponese di quegli anni, affrontando questa volta un tema di estrema attualità: il gossip. Il film appare diviso in due parti decisamente diverse da loro; la prima vira sulla commedia satirica, evidenziando la lottà per la libertà dei protagonisti, la seconda è un melodramma nelle cadenze di un film giudiziario, incentrato sulla figura dell'avvocato Hiruta, un "verme" (per sua stessa ammissione) pronto a redimersi dalle sue cattive azioni.

## Distribuzione
È uscito nelle sale giapponesi il 30 aprile 1950, mentre negli USA è stato distribuito a partire dal 17 luglio 1964, con il titolo di Scandal.

## Critica
Il Dizionario Morandini assegna al film tre stelle su cinque e nonostante «un eccesso di patetismo, ha momenti di grande intensità».